# Liste der Baudenkmale in Drakenburg
In der Liste der Baudenkmale in Drakenburg sind alle Baudenkmale der niedersächsischen Gemeinde Drakenburg aufgelistet. Die Quelle der  Baudenkmale ist der Denkmalatlas Niedersachsen. Der Stand der Liste ist der 29. Oktober 2020.

## Allgemein
In den Spalten befinden sich folgende Informationen:
- Lage: die Adresse des Baudenkmales und die geographischen Koordinaten. Kartenansicht, um Koordinaten zu setzen. In der Kartenansicht sind Baudenkmale ohne Koordinaten mit einem roten Marker dargestellt und können in der Karte gesetzt werden. Baudenkmale ohne Bild sind mit einem blauen Marker gekennzeichnet, Baudenkmale mit Bild mit einem grünen Marker.
- Bezeichnung: Bezeichnung des Baudenkmales
- Beschreibung: die Beschreibung des Baudenkmales. Unter § 3 Abs. 2 NDSchG werden Einzeldenkmale und unter § 3 Abs. 3 NDSchG Gruppen baulicher Anlagen und deren Bestandteile ausgewiesen.
- ID: die Objekt-ID des Baudenkmales
- Bild: ein Bild des Baudenkmales, ggf. zusätzlich mit einem Link zu weiteren Fotos des Baudenkmals im Medienarchiv Wikimedia Commons. Wenn man auf das Kamerasymbol klickt, können Fotos zu Baudenkmalen aus dieser Liste hochgeladen werden:

## Drakenburg

### Gruppe: Ehemaliges Schloßgut
Die Gruppe „Ehemaliges Schloßgut“ hat die ID 31035990. Zum ehemaligen Schlossgut gehört auch der alte Gutspark mit seinem alten Baumbestand (ID 45719119).

| Lage                                       | Bezeichnung        | Beschreibung | ID       | Bild |
| ------------------------------------------ | ------------------ | --- | -------- | ---- |
| Kirchstraße 10 52° 41′ 8″ N, 9° 12′ 36″ O  | Herrenhaus         | Das zweigeschossige 1648 erbaute Backsteingebäude steht auf einem hohen Sockel unter einem Satteldach. Dabei wurden ältere Teile wie der mittelalterliche Keller einbezogen. Die Ostseite zeigt einen risalitartigen Vorsprung. | 31040832 |      |
| Kirchstraße 10 52° 41′ 12″ N, 9° 12′ 37″ O | Portal             | Das 1617 errichtete Portal aus Sandstein mit Torbogen zeigt die typische Form der Renaissance. Das Wappen der Bauherren, Iohann van Drebbek und Catrina he Demans, ist ablesbar.                                                | 31040857 |      |
| Kirchstraße 10 52° 41′ 9″ N, 9° 12′ 37″ O  | Schweinestall      | 1851 wurde der Backsteinstall auf einem Gewölbekeller errichtet. | 31041004 | BW   |
| Kirchstraße 10 52° 41′ 11″ N, 9° 12′ 35″ O | Wirtschaftsgebäude | Das lange Backsteingebäude wurde als Stall mit mehreren Längs- und Querdurchfahrten in den 1920er Jahre unter einem Krüppelwalmdach im Westen des Gutsgeländes errichtet.                                                       | 31040904 |      |
| Kirchstraße 10 52° 41′ 11″ N, 9° 12′ 38″ O | Wirtschaftsgebäude | Das Backsteingebäude mit mehreren Quereinfahrten wurde als Pferdestall unter einem Krüppelwalmdach 1865 im Osten des Gutsgeländes errichtet.                                                                                    | 31040884 |      |
| Kirchstraße 10 52° 41′ 10″ N, 9° 12′ 36″ O | Hofpflasterung     | Die Hofplasterung ist in Naturstein ausgeführt. | 31041026 |      |
| Kirchstraße 10 52° 41′ 12″ N, 9° 12′ 37″ O | Einfriedung        | Die Ziegelmauer ist ein Überrest der früheren Einfriedung aus dem 17. Jahrhundert. | 31040924 | BW   |

### Einzelbaudenkmale
| Lage                                       | Bezeichnung     | Beschreibung | ID       | Bild           |
| ------------------------------------------ | --------------- | --- | -------- | -------------- |
| Burgstraße 11 52° 41′ 12″ N, 9° 12′ 38″ O  | Pfarrwitwenhaus | Das eingeschossige Vierständer-Hallenhaus mit vorkragendem Giebel in Ziegelfachwerk unter einem Satteldach wurde 1720 erbaut. | 31040761 |                |
| Kirchstraße 13 52° 41′ 11″ N, 9° 12′ 39″ O | Schulhaus       | Das eingeschossige und traufständige Fachwerkgebäude mit Backsteindekor wurde 1889 unter einem Satteldach mit mittigem Zwerchhaus zur Kirchstraße errichtet. 1962 zog hier ein Kindergarten ein. | 31040944 |                |
| Kirchstraße 17 52° 41′ 11″ N, 9° 12′ 42″ O | Wohnhaus        | Das zweigeschossige Fachwerkgebäude wurde unter einem Satteldach 1679 errichtet. Der Südgiebel kragt mehrfach vor. An der Westseite befindet sich eine fünfseitige Utlucht. | 31040984 |                |
| Kirchstraße 16 52° 41′ 10″ N, 9° 12′ 42″ O | Kirche          | Die dreijochige Saalkirche aus Backstein mit einem Westturm unter einem Pyramidendach und einem dreiseitigen Chor im Osten wurde im 14. Jahrhundert errichtet, der östliche Teil im 15. Jahrhundert und der Turm um 1477. Mehrere Ergänzungen wie die Saktristei (noch im späten Mittelalter), ein Erbbegräbnis aus der Mitte des 16. Jahrhunderts und ein Brauthaus aus dem 18. Jahrhundert wurden später hinzugefügt. Die Orgel wurde 1843 von der Orgelbauwerkstatt Wilhelm Meyer aus Hannover gebaut, dabei wurden die Pfeifen der Orgel von Hermann Kröger und Michael Slegel aus dem 16. und 17. Jahrhundert wieder verwendet. | 31040964 | Weitere Bilder |

### Ehemalige Baudenkmale
| Lage                                    | Bezeichnung     | Beschreibung | ID       | Bild |
| --------------------------------------- | --------------- | --- | -------- | ---- |
| Weserweg (4) 52° 41′ 15″ N, 9° 13′ 9″ O | Scheunenviertel | Das sog. Scheunenviertel um die sog. Ole Schüne zeigte wegen der Veränderungen und der durchschnittlichen Qualität keine Denkmalqualität mehr auf, sodass das Areal seit 1992 nicht mehr im Denkmalverzeichnis geführt wurde. | 31040725 |      |